# Mirliton (film)
Pour les articles homonymes, voir Mirliton.
Mirliton est un film belge en langue néerlandaise réalisé par Rob Van Eyck en 1977 et sorti en 1978.

## Synopsis
Un homme dont la femme vient de mourir, ne supportant plus la douleur de la perte, plonge dans la schizophrénie. Dès lors, il se retrouve dans un monde déformé par son état mental qui affecte la moindre de ses expériences. Errant dans le labyrinthe de ses perceptions, il finit par être victime d'une crise cardiaque en pleine rue.

## Fiche technique
- Réalisateur, producteur et  monteur : Rob Van Eyck
- Assistant-réalisateur et décorateur : Mark Henkens
- Production : Flemish Film Production
- Budget : 600 000 francs belges
- Scénario et dialogues : Leo Pleysier, Jacques Nyssens, d'après deux romans de Leo Pleysier, Mirliton (éditions Orion 1971) et Bladschaduwen (1976)
- Directeur de la photographie : Luc Stoefs
- Cadreur : Piet Reynders
- Musique : Luc Kessels
- Son : Marcel Meulesteers
- Durée : 71 minutes
- Procédé : 16 mm (positif & négatif), couleurs
- Distribution : Fugitive Film
- Sortie :  Belgique : 1978
- Tournage : en neuf week-ends en été 1977 à Bruxelles, dont la scène de la crise cardiaque, tournée avec deux caméras cachées sur l'avenue Louise

## Distribution
- Javques Verbist : le schizophrène
- Curd Vermeulen : le schizophrène petit garçon
- Daniëlle Mukangyrie : Hanne
- Guido De Belder : le psychiatre
- Michael Vanattenhoven : la voix intérieure
- Mek Vanelven
- Danny Schoutens
- Mark De Maree